# 연애시대 (드라마)
《연애시대》는 2006년 4월 3일부터 2006년 5월 23일까지 방송했던 SBS 월화 드라마로 이혼한 뒤에도 서로 사랑의 끈을 놓지 못하는 젊은 이혼 부부의 이야기를 자극적이지 않으면서도 자연스럽게 풀어내며 좋은 호응을 얻어냈다.
본 프로그램은 당초 사전 제작으로 완성하여 2006년 3월 27일에 첫 방송할 예정이었으나 더딘 촬영 속도로 인해 절반 가량 촬영을 마치고 이미 3월 21일 종영한 SBS 월화 드라마 《서동요》의 제작 후기와 출연진의 소감 등을 담은 《서동요 스페셜 - 천년의 사랑》과 특집 영화를 편성하면서 한 주를 늦춰서 4월 3일에 첫 방송됐다..
한편, 영화 《고스트 맘마》, 《찜》 등 영화 쪽에서 활동하던 한지승 감독이 처음으로 드라마 연출을 하며 크게 관심을 모았다. 또한 가수이며 한지승 감독의 전 아내이기도 한 노영심이 이 드라마의 음악 감독을 맡기도 했으며 방영 전인 3월 31일에 드라마 주제곡 〈만약에 우리〉, 〈보내지 못한 마음〉, 〈Breeze〉, 〈독백〉 등 총 4곡이 수록된 싱글 앨범을 출시했다.

## 등장 인물

### 주요 인물
| 연기자 | 배역   | 소설판          | 배역 설명 |
| ------ | ------ | --------------- | --- |
| 감우성 | 이동진 | 하야세 리이치로 | 1974년생(33세). 서울 출생. 여유롭고 학문적인 분위기 속에서 어린 시절부터 책을 가까이하며 자라왔다. 그렇다고 고정, 명작들을 탐독했던 것은 아니다. 미스터리 소설, 엔터테인먼트에 열중했을 뿐. 번화가에 위치한 대형 규모의 서적에서 일하고 있으며, 책을 구입하러온 은호에게 반해 결혼에 이른다. 어린 시절의 자기중심적인 성향은 많이 수정됐으나, 여전히 자기애가 강한 편이다. 공적인 부분에 있어서는 냉철하고 기민한 편이나, 연애 들의 사적인 부분에 있어서는 우유부단하고 유약한 면모를 지니고 있다. |
| 손예진 | 유은호 | 에토 하루       | 1978년생(29세). 춘천 출생. 고교 때는 수영선수로 활약, 전국대회에서 입상한 경력도 있다. 고교 졸업 후 서울에 위치한 체육대학에 입학해 스포츠 인스트럭터 자격증을 딴 후 스포츠센터에서 일하고 있다. 서점에서 우연히 만난 동진과 사랑에 빠져 결혼까지 하나, 2년 만에 이혼하고 만다. 외적으로는 밝고 명랑하다. 왈가닥 철부지에, 소녀적인 감성을 지녔을 만큼 연약한 면도 있으나, 마음먹은 일에는 고집스런 면도 지니고 있다. 상처받길 겁내고 사려 깊은 성격 탓에 진심을 밖으로 드러내는 데는 조심스럽다.  |
| 공형진 | 공준표 | 카이에다 마모루 | 1974년생(33세). 동진의 초등학교 동창. 현재 대학병원 산부인과 의사. 동진의 부탁으로 은호의 담당의를 맡은 적이 있으며, 동진과 은호의 이혼에 관한 비밀을 간직하고 있다. 언제나 나이에 비해 조숙하다는 말을 들어왔으며, 말수가 적고 차분하나 어둡거나 음침하지는 않다. 감성보다는 이성이 앞서 논리적이고 합리적인 성격의 소유자이며, 약간은 시니컬한 면도 있다. |
| 이하나 | 유지호 | 에토 시즈카     | 1983년생(24세). 은호의 동생. 어린 시절부터 목사였던 아버지가 신도들에게 했던 설교 등을 엿듣고 자라서 세상사에 매우 밝다. 은호와 마찬가지로 고등학교를 졸업하고 서울로 올라와 대학을 다니고 있다. 현재 졸업반이나 극심한 취업난 탓에 포기 상태다. 털털하고 수더분한 성격을 지녔고 나이에 비해 성숙한 애늙은이 스타일로 은호에게도 조언을 일삼을 만큼 주관이 뚜렷하다. |

### 주변 인물
| 연기자 | 배역   | 소설판                            | 배역 설명 |
| ------ | ------ | --------------------------------- | --- |
| 오윤아 | 김미연 | 오가사와라 카스미                 | 1978년생(29세). 은호의 초등학교 동창. 남편과 이혼하고 딸 은솔과 단 둘이 살고 있으며, 결혼에 실패했다고 해서 결혼에 대해 질려하지는 않는다. 은호의 소개로 시작된 동진과의 만남은 처음에는 장난으로 시작하나 결국 진지하게 동진을 좋아하게 된다.                         |
| 진지희 | 조은솔 | 오가사와라 아야                   | 7세. 초등학교에 다니는 미연의 딸이다. 말이 없고 무뚝뚝하지만 심성은 착하다. 항상 자신보다는 엄마 미연의 행복이 우선이라고 생각하는 속이 깊은 아이다. 처음에는 동진도 다른 아저씨들처럼 자기 엄마를 버릴 것이라고 생각하지만, 나중에는 동진을 아빠처럼 따르고 좋아한다. |
| 이진욱 | 민현중 | 나가토미 쇼헤이                   | 26세. 어느 날 불현듯이 나타나 동진에게 은호를 소개시켜 달라고 조른다. 처음에는 볼품없는 외모였으나 은호에게 적극적으로 다가가며 꽃미남으로 변신하면서 동진의 질투심을 유발한다. 은호에게는 한없이 자상하나 무엇인가 비밀을 감추고 있는 의문의 남자다.                  |
| 문정희 | 정유경 | 오다 타미코                       | 동진의 중학교 동창. 예전에 육상부 선수였으며, 동진과는 동창회에서 우연히 만나 서로 대화하던 중 학창 시절에 서로 좋아했었다는 사실을 알게 된다. 차분하고 어른스러운 성격의 소유자로 동진과 차츰 사랑의 감정을 나누게 된다.                                              |
| 서태화 | 정윤수 | 키타지마 류이치                   | 1969년생(38세). 지호의 대학 사회학과 교수. 잘 생기고 성실한 강의로 인기가 많으며, 지금은 부인과 별거중이다. 운동하려 다니는 스포츠센터의 수영코치인 은호에게 반해 있으며, 자기 감정에 비교적 솔직한 편이며 젠틀한 스타일이다.                                          |
| 조혜영 | 최영인 | 키타지마 다카코 (히로카와 다카코) | 윤수와 유학 시절에 만나 결혼했으며 부유한 집안의 딸이다. 현재 윤수와 별거중이나 이혼을 원하지는 않는다. |
| 하재숙 | 나유리 | 아라마키 사유리                   | 1979년생(28세). 프로레슬링 선수. 은호의 친구. 중학교 때 집단내 따돌림을 당하고 고등학교에 들어가서는 주 1회 5천원을 지불하고 전 프로레슬링의 연습생이 된다. 처음에는 자신을 따돌렸던 아이들에게 복수하려는 마음으로 시작했지만 지금은 시합을 즐기는 레슬러가 되었다.   |
| 김갑수 | 유기영 | 에토 긴이치                       | 목사. 은호와 지호의 아버지. 부산에 있는 라디오 방송에서 시청자의 인생상담 코너를 맡고 있다. 은호가 자신인 것을 속이고 방송중에 전화를 해서 아버지한테 직접 인생상담을 듣는다.                                                                                          |
| 기주봉 | 이대훈 | 하야세 모리이치                   | 동진의 부모. 정년퇴직 후 대구에서 유유자적한 인생을 보내고 있으며, 며느리였던 은호를 친자식처럼 진심으로 사랑하고 둘의 이혼을 제일 아쉬워하는 사람들이다. |
| 한복희 | 송예자 | 하야세 교코                       | 동진의 부모. 정년퇴직 후 대구에서 유유자적한 인생을 보내고 있으며, 며느리였던 은호를 친자식처럼 진심으로 사랑하고 둘의 이혼을 제일 아쉬워하는 사람들이다. |

### 그 외 인물
- 김경룡 : 윤세현 역
- 맹봉학 : 김용수 역
- 성수정 : 미화 역 - 서점 직원
- 김나미 : 나진명 역 - 서점 직원
- 이우진 : 한재범 역 - 서점 직원

### 특별출연
- 소유진 : 동진이 만난 소개팅녀 역 (1회)
- 이문세 : 미연이 만나는 남자 역 (16회)

## 시청률
최저 시청률과 최고 시청률은 시청률 조사회사와 지역별로 시청률에 차이가 있을 수 있습니다.
| 2006년      | 2006년      | 2006년         | 2006년       |
| 회차        | 방송일      | TNmS 시청률    | TNmS 시청률  |
| 회차        | 방송일      | 대한민국(전국) | 서울(수도권) |
| ----------- | ----------- | -------------- | ------------ |
| 1화         | 4월 3일     | 12.9%          | 14.5%        |
| 2화         | 4월 4일     | 11.5%          | 12.2%        |
| 3화         | 4월 10일    | 12.6%          | 13.4%        |
| 4화         | 4월 11일    | 12.9%          | 14.2%        |
| 5화         | 4월 17일    | 12.3%          | 13.6%        |
| 6화         | 4월 18일    | 14.1%          | 15.8%        |
| 7화         | 4월 24일    | 13.1%          | 14.7%        |
| 8화         | 4월 25일    | 13.4%          | 15.1%        |
| 9화         | 5월 1일     | 13.2%          | 14.8%        |
| 10화        | 5월 2일     | 10.9%          | 11.1%        |
| 11화        | 5월 8일     | 14.6%          | 17.1%        |
| 12화        | 5월 9일     | 14.8%          | 16.9%        |
| 13화        | 5월 15일    | 13.5%          | 15.2%        |
| 14화        | 5월 16일    | 14.9%          | 17.1%        |
| 15화        | 5월 22일    | 13.8%          | 15.7%        |
| 16화        | 5월 23일    | 17.4%          | 19.1%        |
| 평균 시청률 | 평균 시청률 | 13.5%          | 15.0%        |

## OST
프로젝트 음악 팀 참여 인물 : 노영심 (음악 감독, 피아노 연주, 작·편곡), 이재준(작·편곡, 녹음), 최우혁 (기타 연주, 편곡), 김정배 (기타 연주, 편곡), 신지아 (편곡, 보컬) 등
| #            | 제목                                                                | 아티스트      | 재생 시간 |
| ------------ | ------------------------------------------------------------------- | ------------- | --------- |
| 1.           | 〈Love Is…〉                                                        | 신지아        | 0:48      |
| 2.           | 〈만약에 우리 (Original Bossa_Nova Ver.)〉                          | 임진호        | 5:01      |
| 3.           | 〈Breeze〉                                                          | 이재준        | 3:36      |
| 4.           | 〈아무리 생각해도 난 너를〉                                         | 스윗 소로우   | 4:08      |
| 5.           | 〈사랑이 사랑에게 묻다〉                                            | 노영심        | 1:40      |
| 6.           | 〈사랑이 사랑에게 말하다〉                                          | 노영심        | 1:50      |
| 7.           | 〈보내지 못한 마음 (Piano Ver.)〉                                   | 노영심        | 3:24      |
| 8.           | 〈독백〉                                                            | MRJ           | 3:32      |
| 9.           | 〈영국 런던 그리니치 천문대〉                                       | 노영심        | 1:07      |
| 10.          | 〈나폴리 피자〉                                                     | 노영심        | 1:23      |
| 11.          | 〈우린 이미 끝났는데〉                                              | 신지아        | 3:22      |
| 12.          | 〈은솔이와 실전화 아저씨〉                                          | 이재준        | 1:17      |
| 13.          | 〈그녀 미소〉                                                       | 노영심        | 1:01      |
| 14.          | 〈When I Saw you (내 사랑을 바다에 맹세해,부서지는 파도에 맹세해)〉 | 노영심        | 4:16      |
| 15.          | 〈I`m Still With You〉                                              | 임진호        | 5:37      |
| 16.          | 〈모빌 박스〉                                                       | 노영심        | 1:17      |
| 17.          | 〈긴 슬픔〉                                                         | 노영심        | 3:12      |
| 18.          | 〈그건 바로 사랑이었을까〉                                          | 노영심        | 1:17      |
| 19.          | 〈당신의 행운을 돌려드립니다〉                                      | 노영심        | 2:53      |
| 20.          | 〈Frankly Speaking〉                                                | 최우혁        | 3:31      |
| 21.          | 〈만약에 우리 (Samba ver.)〉                                        | 임진호/김정배 | 4:14      |
| 22.          | 〈보내지 못한 마음 (piano & guitar with strings)〉                  | 최우혁        | 5:33      |
| 23.          | 〈After Love (그 남자의 20kg 감량에 대한 열망)〉                    | MRJ           | 2:47      |
| 24.          | 〈YK259 Zipper〉                                                    | 정원영 밴드   | 5:43      |
| 총 재생 시간 | 총 재생 시간                                                        | 총 재생 시간  | 1:12:29   |

## 수상
- 2006년 SBS 연기대상 최우수 연기상, 10대 스타상 손예진
- 2006년 SBS 연기대상 미니시리즈부문 조연상 공형진
- 2006년 SBS 연기대상 미니시리즈부문 조연상 오윤아
- 2006년 SBS 연기대상 뉴스타상 이하나
- 2006년 SBS 연기대상 뉴스타상 이진욱
- 2006년 제43회 백상예술대상 TV 부문 여자 최우수 연기상 손예진
- 2006년 제33회 한국방송대상 드라마부문 우수작품상